# Јован Исповедник
Јован Исповедник је хришћански светитељ.
Био је игуман обитељи Чистих (Катари). Ова обитељ се налазила близу Никеје за време царовања цара Јустина, у 6. веку. Његова мајка је Света Ана. Због поштовања икона и одбране иконопоштовања пострадао је Јован много од цара Лава и Теофила, и скончао у прогонству, око 832. године.
Српска православна црква слави га 27. априла по црквеном, а 10. маја по грегоријанском календару.